# SC 1880 Frankfurt
Maillots
Actualités
Dernière mise à jour : 28 septembre 2023.
Le SC 1880 Frankfurt est un club omnisports allemand, qui compte une section de crosse, tennis, hockey sur gazon, une section de rugby à XV évoluant en 2023-2024 en Championnat d'Allemagne de rugby à XV, soit le plus haut niveau national allemand de rugby à XV. Il est né de la fusion entre Germania et Franconia Frankfurt en 1880 et il est basé à Francfort-sur-le-Main.

## Histoire
L'association existe depuis 1914 sous le nom de Sport-Club Frankfurt 1880 et le rugby occupe toujours une partie centrale du club.

## Effectif de la saison 2011-2012
| Nom                  | Poste            | Date de naissance | Nationalité sportive | Sélections (PM) | Club précédent | Année d'arrivée au club |
| -------------------- | ---------------- | ----------------- | -------------------- | --------------- | -------------- | ----------------------- |
| Chris Howells        | Pilier           |                   | Angleterre           | -               | -              | -                       |
| Ralph Klinghammer    | Pilier           | 15 août 1980      | Allemagne            | -               | -              | -                       |
| Josh Keys            | Pilier           | 22 octobre 1985   | Nouvelle-Zélande     | -               | -              | -                       |
| Victor Gallego       | Pilier           |                   | Venezuela            | -               | -              | -                       |
| Jeffrey Kalemani     | Pilier           |                   | Nouvelle-Zélande     | -               | -              | -                       |
| Patrick Groudin      | Pilier           | 22 octobre 1975   | France               | -               | -              | -                       |
| Andrew Fillmore      | Talonneur        | 6 mars 1992       | Allemagne            | -               | -              | -                       |
| Eugene Smith         | Talonneur        |                   | Nouvelle-Zélande     | -               | -              | -                       |
| Rolf Wacha           | Deuxième ligne   | 23 juin 1981      | Allemagne            | -               | -              | -                       |
| Daniel Preussner     | Deuxième ligne   | 9 août 1986       | Allemagne            | -               | -              | -                       |
| Julian Hoss          | Deuxième ligne   | 4 avril 1984      | Allemagne            | -               | -              | -                       |
| Jannis Läpple        | Deuxième ligne   | 22 janvier 1989   | Allemagne            | -               | -              | -                       |
| Torsten Seuberth     | Deuxième ligne   | 11 décembre 1974  | Allemagne            | -               | -              | -                       |
| Casey Gibson         | Deuxième ligne   |                   | Nouvelle-Zélande     | -               | -              | -                       |
| Viliami Raea         | Deuxième ligne   |                   | Tonga                | -               | -              | -                       |
| Niklas von Reischach | Troisième ligne  | 18 février 1989   | Allemagne            | -               | -              | -                       |
| Andrew Porter        | Troisième ligne  | 11 septembre 1984 | Nouvelle-Zélande     | -               | -              | -                       |
| Sascha Fraser        | Troisième ligne  | 25 janvier 1988   | Allemagne            | -               | -              | -                       |
| Andrew Shaw          | Troisième ligne  |                   | Afrique du Sud       | -               | -              | -                       |
| Benjamin Krimer      | Troisième ligne  | 20 octobre 1990   | Allemagne            | -               | -              | -                       |
| Alexander Hauck      | Troisième ligne  | 18 avril 1988     | Afrique du Sud       | -               | -              | -                       |
| Dennis Feidelberg    | Demi de mêlée    | 10 novembre 1986  | Allemagne            | -               | -              | -                       |
| Chad Sheperd         | Demi de mêlée    | 20 septembre 1980 | Nouvelle-Zélande     | -               | -              | -                       |
| Jason Campbell       | Demi d'ouverture | 3 août 1982       | Nouvelle-Zélande     | -               | -              | -                       |
| Anton Ewald          | Demi d'ouverture | 26 juin 1987      | Allemagne            | -               | -              | -                       |
| Graham Smith         | Demi d'ouverture |                   | Nouvelle-Zélande     | -               | -              | -                       |
| Lukas Deichmann      | Demi d'ouverture | 13 février 1993   | Allemagne            | -               | -              | -                       |
| Tim James Manawatu   | Demi d'ouverture | 13 février 1993   | Nouvelle-Zélande     | -               | -              | -                       |
| Sam Leung-Wai        | Centre           |                   | Nouvelle-Zélande     | -               | -              | -                       |
| Wayne Hughson        | Centre           |                   | Nouvelle-Zélande     | -               | -              | -                       |
| Nicholas Hutton      | Centre           |                   | Nouvelle-Zélande     | -               | -              | -                       |
| Mark Sztyndera       | Ailier           | 28 février 1986   | Allemagne            | -               | -              | -                       |
| Alexander Berwing    | Ailier           | 16 juillet 1986   | Allemagne            | -               | -              | -                       |
| Erik Podzuweit       | Ailier           |                   | Allemagne            | -               | -              | -                       |
| Jakob Schäfer        | Ailier           |                   | Allemagne            | -               | -              | -                       |
| Gerit Kleiber        | Ailier           | 3 septembre 1991  | Allemagne            | -               | -              | -                       |
| Michale Selig        | Ailier           |                   | Allemagne            | -               | -              | -                       |
| Kieran Manawatu      | Arrière          | 28 juillet 1986   | Nouvelle-Zélande     | -               | -              | -                       |

## Palmarès
- Championnat d'Allemagne
  - Champion : 1910, 1913, 1922, 1925, 2008, 2009, 2019, 2022, 2023
  - Vice-champions : 1920, 1926, 1931, 1952, 1969, 2007

- Championnat d'Allemagne de rugby à sept
  - Champions : 2007
  - Vice-champions : 2008

- Coupe de la mer du Nord
  - Vainqueur : 2012